# SC Corinthians Paulista (Superleague Formula)
SC Corinthians Paulista is een Braziliaans racingteam dat deelnam aan de Superleague Formula. Het team is gebaseerd op de voetbalclub SC Corinthians Paulista dat deelneemt aan de Campeonato Brasileiro Série A.

## 2008
In 2008 was Andy Soucek op Donington Park de coureur voor het team, de andere races werden gereden door voormalig Formule 1-coureur Antonio Pizzonia. Samen eindigden zij op de negende plaats in het kampioenschap. Het hoogtepunt was een tweede plaats op Jerez. Het team werd in dit jaar gerund door EuroInternational.

## 2009
Antonio Pizzonia blijft de coureur van het team in 2009 in alle races. Het team wordt nu gerund door Alan Docking Racing. In dit seizoen behaalde Pizzonia vier pole postitions en twee derde plaatsen op Donington Park en Estoril. Hiermee behaalde hij plek acht in het kampioenschap.

## 2010
De Nederlander Robert Doornbos keert in 2010 terug in de Superleague Formula voor het tem SC Corinthians. De constructeur van het team is dit jaar Azerti Motorsport.
Actief in 2011: RSC Anderlecht · Atlético Madrid · Team Australië · Team Brazilië · Team China · Team Engeland · Galatasaray SK · Girondins de Bordeaux · Team Japan · Team Luxemburg · Team Nederland · Team Nieuw-Zeeland · PSV Eindhoven · Team Rusland · Sparta Praag · Team Zuid-Korea
Niet actief: Al Ain FC · FC Basel · Beijing Guoan · Borussia Dortmund · SC Corinthians Paulista · Clube de Regatas do Flamengo · Liverpool FC · FC Midtjylland · AC Milan · Olympiakos Piraeus · Olympique Lyonnais · FC Porto · Glasgow Rangers · AS Roma · Sevilla FC · Sporting Clube de Portugal · Tottenham Hotspur FC